# Messier 88
Messier 88 (M88, o NGC 4501) es tracta d'una galàxia espiral situada a la constel·lació de la Cabellera de Berenice. Va ser descoberta per Charles Messier el 1781, que la va definir com a nebulosa espiral.
M88 pertany al grup de galàxies que formen el cúmul de la Verge. Està situada a uns 47 milions d'anys llum de la Terra. Es tracta d'una galàxia amb un halo d'uns 5' x 2' i un intens nucli més brillant. La seva magnitud aparent és de 9,6 i conté dues estrelles de magnitud 12, separades uns 30" a l'extrem sud-est de la galàxia. La seva velocitat radial és de 2.281 km/s.
Al maig de 1999 es va poder observar una supernova de tipus Ia anomenada 1999cl, que va arribar a una magnitud de 16.4.